# Джон Рід (яхтсмен)
Джон Рід (англ. John Reid, 27 листопада 1918 — 17 травня 1954) — американський яхтсмен.
Срібний призер Олімпійських Ігор 1952 року в класі Зоряний.